# كلاوديو فارغاس (لاعب كرة قاعدة)
كلاوديو فارغاس (بالإنجليزية: Claudio Vargas) هو لاعب كرة قاعدة دومينيكاوي، ولد في 19 يونيو 1978 في ماو في جمهورية الدومينيكان.

## وصلات خارجية
- كلاوديو فارغاس على موقع دوري كرة القاعدة الرئيسي (الإنجليزية)
- كلاوديو فارغاس على موقعبيزبول رفرنس.كوم (الدوري الرئيسي) (الإنجليزية)
- كلاوديو فارغاس على موقعبيزبول رفرنس.كوم (الدوري الثانوي) (الإنجليزية)
- كلاوديو فارغاس على موقع إي إس بي إن.كوم (أم.أل.بي) (الإنجليزية)